# Jobo Gdungshing Gangrgyud
Jobo Gdungshing Gangrgyud (bhutanisch ཇོ་བོ་གདུང་ཤིང་གངས་རྒྱུད, en.: Black Mountains, dt.: Schwarze Berge), lokal auch: Dungshing Gang  (Kiefern-Gipfel), ist ein Gebirgszug in Zentral-Bhutan, im System des Himalaya.

## Geographie
Der Gebirgszug liegt im Grenzgebiet zwischen den Dzongkag Trongsa, Wangdue Phodrang und Sarpang. Das Massiv bildet einen Korridor zwischen West- und Ost-Bhutan sowie eine Wasserscheide zwischen Mo Chhu und Drangme Chhu. Im Norden liegt das Jow-Durshing-Gebirge, und das Dongxing-Hochland. Der Durshingla Peak mit 4616 m (15.145 ft) ist der höchste Punkt des Gebirgszuges.
Siedlungen in dem Gebiet sind Rukha am Fluss Hara Chhu, Bhangbārai und Namtir, sowie das Kloster Korphu Lhakhang.

### Nationalpark
Der Jigme-Singye-Wangchuck-Nationalpark (früher: Black Mountains National Park) ist ein Schutzgebiet im Gebiet des Gebirgszuges. Er galt schon früher als heiliges Gebiet und erstreckt sich in einer Region des Eastern Himalayan broadleaf forests.

### Gebirgsseen
In den Bergtälern gibt es zahlreiche Gebirgsseen, die verschiedene Flüsse speisen:
- Gesatsho
- Tshonamtsho
- Broksatsho
- Mendatsho
- Peptatsho
- Bekhotsho
- Tshobobzhao
- Sertsho
- Yutsho